# 대구하빈초등학교
대구하빈초등학교는 대한민국 대구광역시 달성군 하빈면 현내리에 있는 초등학교이다.

## 역사
- 1923년 5월 26일 설립인가
- 1924년 4월 15일 하빈공립보통학교 개교
- 1938년 4월 1일 하빈공립심상소학교로 개칭
- 1941년 4월 1일 하빈공립국민학교로 개칭
- 1945년 9월 16일 하빈국민학교로 개칭
- 1981년 3월 5일 병설유치원 개원
- 1995년 3월 1일 대구광역시로 편입 (대구하빈국민학교), 급식학교 운영
- 1996년 3월 1일 대구하빈초등학교로 개칭
- 1997년 3월 1일 대구대평초등학교 통합
- 2020년 2월 26일 대구미래학교 리노베이션 교실 구축
- 2021년 5월 5일 골프연습장 메쉬휀스 설치
- 2021년 8월 31일 지능형 과학실 구축
- 2021년 11월 18일 행정실 물품보관용 컨테이너 구입
- 2021년 11월 26일 생태체험장 및 골프장 이동통로 안전휀스 설치
- 2022년 3월 1일 초등 6학급, 특수학급 1학급, 유치원 1학급 편성
- 2022년 2월 15일 제94회 졸업식(졸업생 9명, 총졸업생수 : 4,702명)
- 2023년 2월 10일 제95회 졸업식(졸업생10명, 총졸업생수:4712명)
- 2023년 3월 1일 초등 6학급,특수학급 1학급,유치원 1학급 편성
- 2023년 9월 1일 제34대 이일숙 교장 부임
- 2024년 2월 7일 제43회 병설유치원 졸업식(졸업생6명, 총졸업생수 : 532명)
- 2024년 2월 8일 제96회 졸업식(졸업생5명, 총졸업생수:4717명)
- 2024년 3월 1일 초등 6학급,특수학급 1학급,유치원 1학급 편성

## 학교 상징
- 교화 - 국화(菊花)꽃

국화는 엣날부터 우리 조상들이 아끼며 가꾸어 오던 꽃으로 나뭇잎이 다 떨어지는 초겨울까지 홀로 향긋한 향기와 아름다운 꽃으로 우리들의 마음을 아름답게 해줍니다.
또한 꽃잎은 약용과 국화주의 원료로 사용 되기도 하여 각 가정에서 널리 가꾸어 우리 하빈어린이도 국화와 같이 아름답게 자라 국가에 유능한 인재가 되어야 하겠습니다.
- 교목 - 산수유(山茱萸)나무

층층나무과에 속하는 작은 큰키 나무로 이른 봄에 노란 꽃이 잎보다 먼저 피고 열매는 긴 둥근 모양이며, 가을에 붉게 익어 약재로 쓰입니다.
어디서나 잘 자라며 꽃, 잎, 열매로 철따라 사람에게 이로움을 주는 것과 같이 우리도 봉사하고 남에게 도움이 되는 사람이 되자는 뜻에서 우리학교 교목으로 정하였다고 합니다.

## 참고 자료
- 대구하빈초등학교 - 한국교육학술정보원 학교알리미